# Raphaël Balla Guilavogui
Raphaël Balla Guilavogui (Woleme, 26 settembre 1964) è un vescovo cattolico guineano, dal 14 agosto 2008 vescovo di N'Zérékoré.

## Biografia
Raphaël Balla Guilavogui è nato nel villaggio di Woleme il 26 settembre 1964.

### Formazione e ministero sacerdotale
Ha frequentato le scuole elementari nel proprio villaggio. Successivamente è entrato nel seminario minore "Saint Eugène de Samoé". Ha compiuto gli studi di filosofia e teologia nel seminario maggiore "Sant'Agostino" di Bamako, in Mali, e nel seminario maggiore di Koumi, in Burkina Faso.
Il 14 novembre 1993 è stato ordinato presbitero per la diocesi di N'Zérékoré nella cattedrale diocesana. In seguito è stato vicario parrocchiale a Koulouma dal 1993 al 1997 e vicario parrocchiale a Macenta dal 1997 al 2001. Dal 2001 al 2003 ha studiato per la licenza in teologia biblica presso l'Università Cattolica dell'Africa Occidentale e nel 2003 è stato inviato a Roma per conseguire il dottorato nella stessa disciplina presso la Pontificia università urbaniana.

### Ministero episcopale
Il 14 agosto 2008 da papa Benedetto XVI lo ha nominato vescovo di N'Zérékoré. Ha ricevuto l'ordinazione episcopale il 13 dicembre successivo dall'arcivescovo Robert Sarah, segretario della Congregazione per l'evangelizzazione dei popoli, co-consacranti l'arcivescovo metropolita di Conakry Vincent Coulibaly e il vescovo di Kankan Emmanuel Félémou.
Nel marzo del 2014 ha compiuto la visita ad limina.
Dall'11 maggio 2018 è presidente della Conferenza episcopale della Guinea. Dal 2013 all'11 maggio 2018 è stato vicepresidente della stessa.

## Genealogia episcopale
La genealogia episcopale è:
- Cardinale Scipione Rebiba
- Cardinale Giulio Antonio Santori
- Cardinale Girolamo Bernerio, O.P.
- Arcivescovo Galeazzo Sanvitale
- Cardinale Ludovico Ludovisi
- Cardinale Luigi Caetani
- Cardinale Ulderico Carpegna
- Cardinale Paluzzo Paluzzi Altieri degli Albertoni
- Papa Benedetto XIII
- Papa Benedetto XIV
- Papa Clemente XIII
- Cardinale Marcantonio Colonna
- Cardinale Giacinto Sigismondo Gerdil, B.
- Cardinale Giulio Maria della Somaglia
- Cardinale Carlo Odescalchi, S.J.
- Cardinale Costantino Patrizi Naro
- Cardinale Lucido Maria Parocchi
- Papa Pio X
- Cardinale Gaetano De Lai
- Cardinale Raffaele Carlo Rossi, O.C.D.
- Cardinale Amleto Giovanni Cicognani
- Cardinale Giovanni Benelli
- Cardinale Robert Sarah
- Vescovo Raphaël Balla Guilavogui